# Nemška škorpijonka
Nemška škorpijonka (znanstveno ime Panorpa germanica) je vrsta neškodljivih žuželk iz družine škorpijonk, ki je razširjena po Evropi.

## Opis
Odrasle samice dosežejo v dolžino med 25 in 30 mm, samci pa so manjši in dosežejo le do 20 mm.
V osrednji Evropi se nemška škorpijonka pojavlja v dveh generacijah. Prva se pojavi sredi aprila, druga pa konec julija..

## Podvrste
- Panorpa germanica euboica Lauterbach 1972
- Panorpa germanica germanica Linnaeus 1758
- Panorpa germanica gibberosa MacLachlan 1869
- Panorpa germanica graeca Lauterbach 1972
- Panorpa germanica riegeri Lauterbach 1971
- Panorpa germanica rumelica Lauterbach 1972
- Panorpa germanica titschacki Esben-Petersen 1934